# Копайгород
Копа́йгород — селище в Україні, у Жмеринському районі Вінницької області. Адміністративний центр Копайгородської селищної громади.

## Географічна довідка
Містечко знаходиться у мальовничій подільській місцевості при впадінні Малої Немиї у Велику.
За 5 км від села знаходиться залізнична станція Копай (раніше Копай-Город), яка отримала назву від селища Копайгород. На станції зупиняються приміські поїзди та пасажирський поїзд Київ — Могилів-Подільський.
Дещо ближче, за 3 км, біля переїзду розташована зупинка Володіївці. Там зупиняються лише приміські поїздів на добу за маршрутом «Жмеринка — Могилів-Подільський». Дорога до залізниці мощена бруківкою.
До обласного центру можна дістатися також по шосе E583, який збігається із національною трасою М21, але стан їх наразі відверто поганий.

## Давня історія
Копайгород виник на ґрунтах Гальчинця, і називався спочатку Новий город або Копай город. Спочатку це було містечко Новогород — засноване за наказом Сигізмунда Третього, мало магдебурзьке право — добився засновник міста та його війт шляхтич Лукаш Мясковський, брат королівського дипломата Войцеха М'ясковського. Його мешканцям було наказано «копати вали й городити», звідси народна назва, яка надалі прижилася — Копайгород. Коштом Л. Мясковського в 1635 році зведено костел Зіслання Святого Духа.
1648 року населення Копайгорода приєднавшись до загонів Максима Кривоноса, брало участь у штурмі Барської фортеці.
З середини 17 сторіччя в ньому почали оселятися євреї.
У 1700 р. Копайгород отримав у власність князь Александер Ян Яблоновський.
1713 року збудували дерев'яний костел. Копайгород став парафіяльним центром. У останні роки Першої Речі Посполитої Копайгород був старостовим центром.
Після поділу Польщі і приєднання Поділля до Російської імперії Копайгород входить до складу Могилівського повіту Подільської губернії, його власниками стають поміщики Сулятицькі, їх коштом 1883 року на місці старого костелу збудували кам'яну православну церкву. За радянської влади тут розміщувався кінотеатр, який у 1991 році виселили попи.
У 1847 році у Копайгороді проживало більше 600 євреїв, згідно з переписом 1897 року в Копайгороді мешкало 2950 людей, з них 1720 — євреї. 1912 року вони заснували зберігально-позичкове товариство, на 1914 рік їм належало 2 склади аптечних товарів, 2 лісових склади, склад гасу та 33 лавки, що призвело до лавиноподібного збагачення.

## 20 сторіччя
Під час другого голодомору у 1932–1933 роках, проведеного радянською владою, загинуло 109 осіб.
За радянських часів синагоги розібрали на будівельні матеріали.
У 1920-х роках — районний центр Могилівської округи, до 1959 — Вінницької області, коли районний центр перенесли в Бар. З 1923 року — центр Копайгородської єврейської національної сільської ради, де мешкав 1021 єврей.
Після приходу нацистів в липні 1941 року на станції Копай був утворений концентраційний табір для євреїв — до двох тисяч жителів Копайгорода, згодом привезли з Румунії. Зимою 1941—1942 років з гетто зникло до 2800 в'язнів, які втікали від важкої праці та страждали від епідемії. Тоді євреїв, незважаючи на небезпеку, переховувала Горбульська Анастасія Іванівна, яку в сучасному Ізраїлі визнають праведницею.

Анастасія Іванівна Горбульська

Тут розміщувалася румунська жандармерія.
Після війни ліквідована єврейська Копайгородська національна сільська Рада.
У селищі є декілька кладовищ, де ховали різні верстви населення.
Станом на початок 1970-х років населення становило 1940 людей.
За радянських часів в селі був розташований відділок радгоспу плодоягідного напряму, з 790 гектарів землі 560 га займала орна; пересувна механізована колона, що проводила лугомеліоративні роботи, «Міжколгосп-шляхбуд». Працювали 4 бібліотеки, будинок культури, лікарня, середня школа, деревообробний комбінат, підприємства харчової промисловості.

## Новітні часи
У сучасному Копайгороді діє лікарня, музична школа, дошкільний навчальний заклад, середня школа 1-3 ступенів, декілька приватних сільськогосподарських підприємств, ВАТ «Копайгородська пересувна механізована колона», приватний хлібозавод, комбінат комунальних підприємств.
1998 року відновлено богослужіння в католицькому костелі.
12 червня 2020 року, відповідно до Розпорядження Кабінету Міністрів України № 707-р «Про визначення адміністративних центрів та затвердження територій територіальних громад Вінницької області», селище увійшло до складу Копайгородської селищної громади.
19 липня 2020 року, в результаті адміністративно-територіальної реформи та ліквідації Барського району, увійшло до складу Жмеринського району.

## Уродженці
- Ігор Браверман (*1961) — український журналіст.
- Наталія (Наталка) Василівна Діденко (*1961) — український метеоролог, телеведуча, блогер.
- Чеботарь Руслан Петрович (1978—2016) — солдат Збройних сил України, учасник російсько-української війни.

## Пам'ятки

#### Історії
- Церква Різдва Богородиці (1883 р.)
- Костьол Святого Духа (1798 р.)
- Братська могила 43 радянських воїнів, загиблих у боях за селище, і пам'ятник 168 воїнам-односельчанам, загиблим на фронтах Великої Вітчизняної війни (1946—1975 рр.)
- Могила гвардії майора В. С. Мазура (1946 р.)
- Братська могила жертв голодомору (1993 р.)
- Пам'ятний знак на честь 375-річчя заснування Копайгорода (1999 р.). Має вигляд гранітної брили-валуна (висота 1,7 м, ширина 1,5 м, займає територію розміром 50 х 30 м), який було встановлено 12 вересня 1999 року. На чоловому боці граніту укріплена дошка з меморіальним написом: «Пам'ятний знак в честь 375-річчя Копайгорода, заснованого Лукашем Казимиром Мясковським».[8][9]

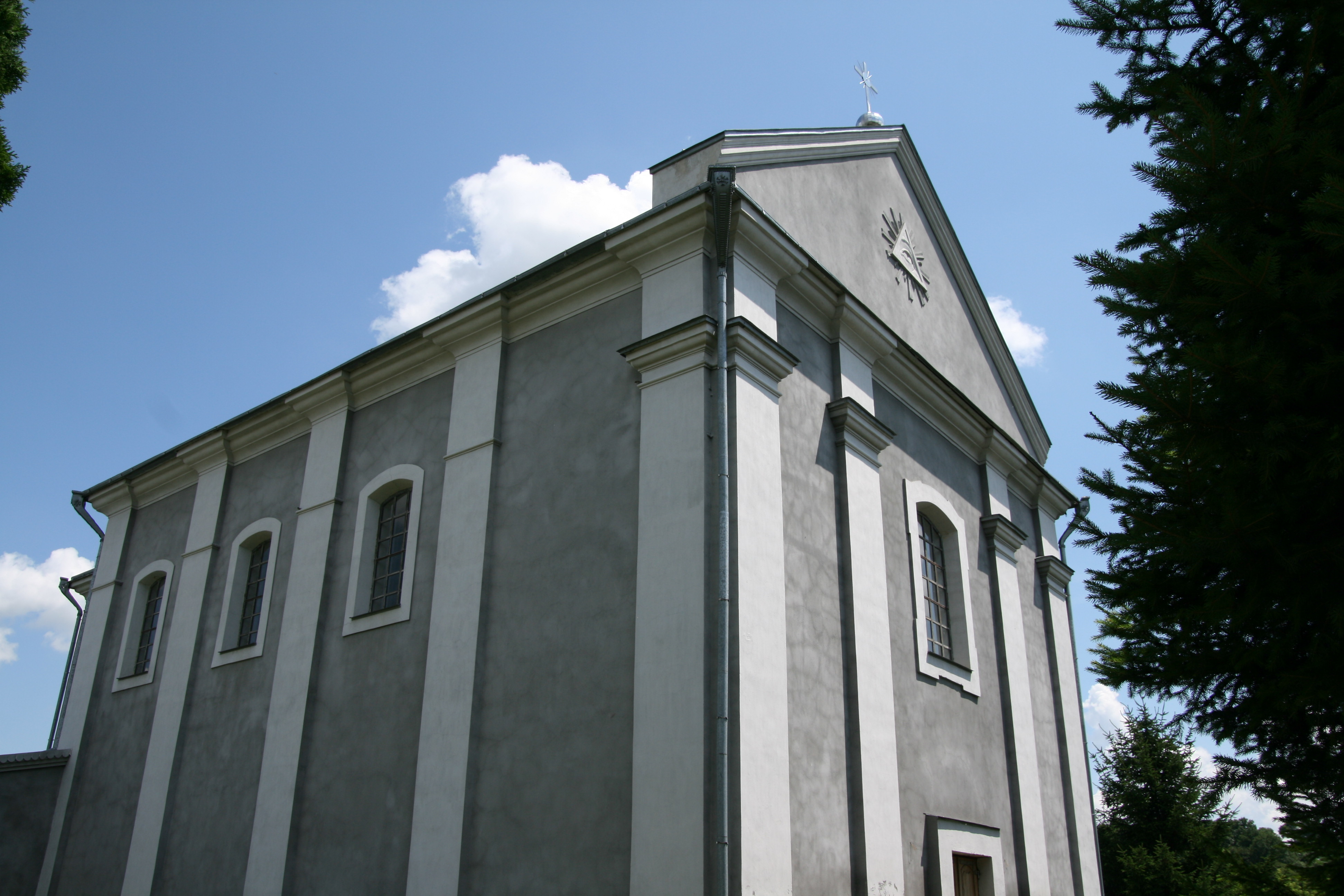
Костьол Святого Духа (1798)
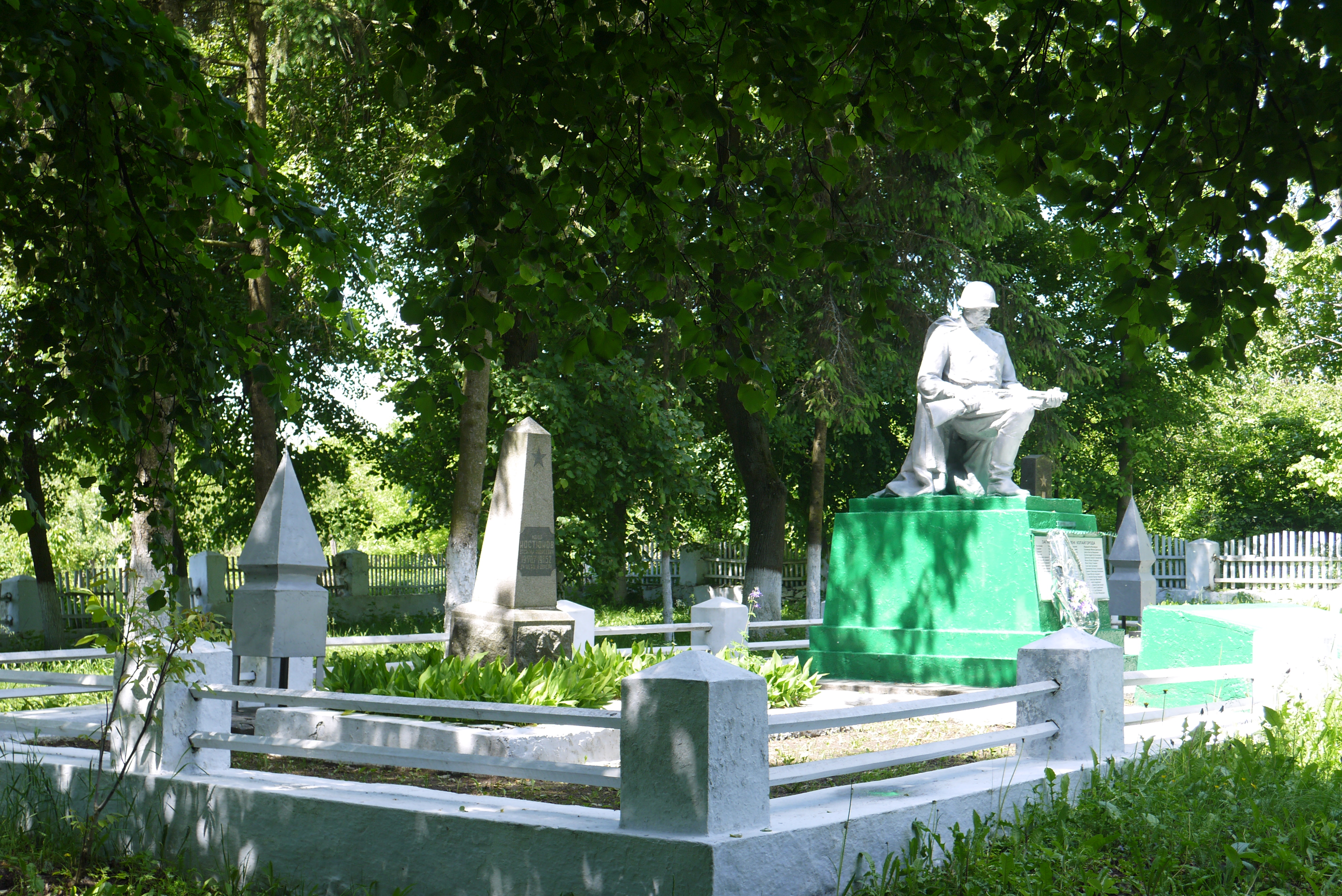
Братська могила 43 воїнів
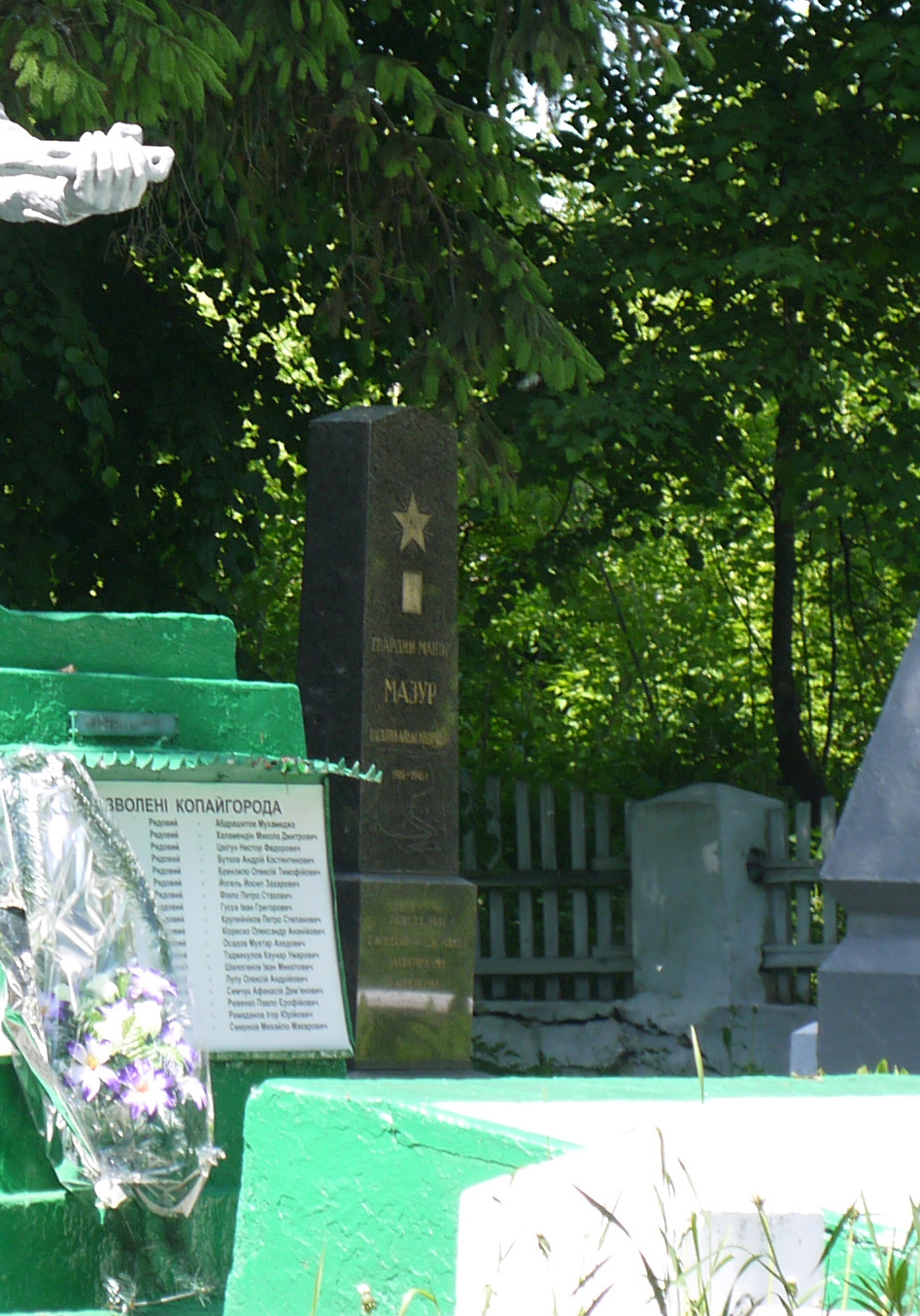
Могила гвардії-майора В. С. Мазура
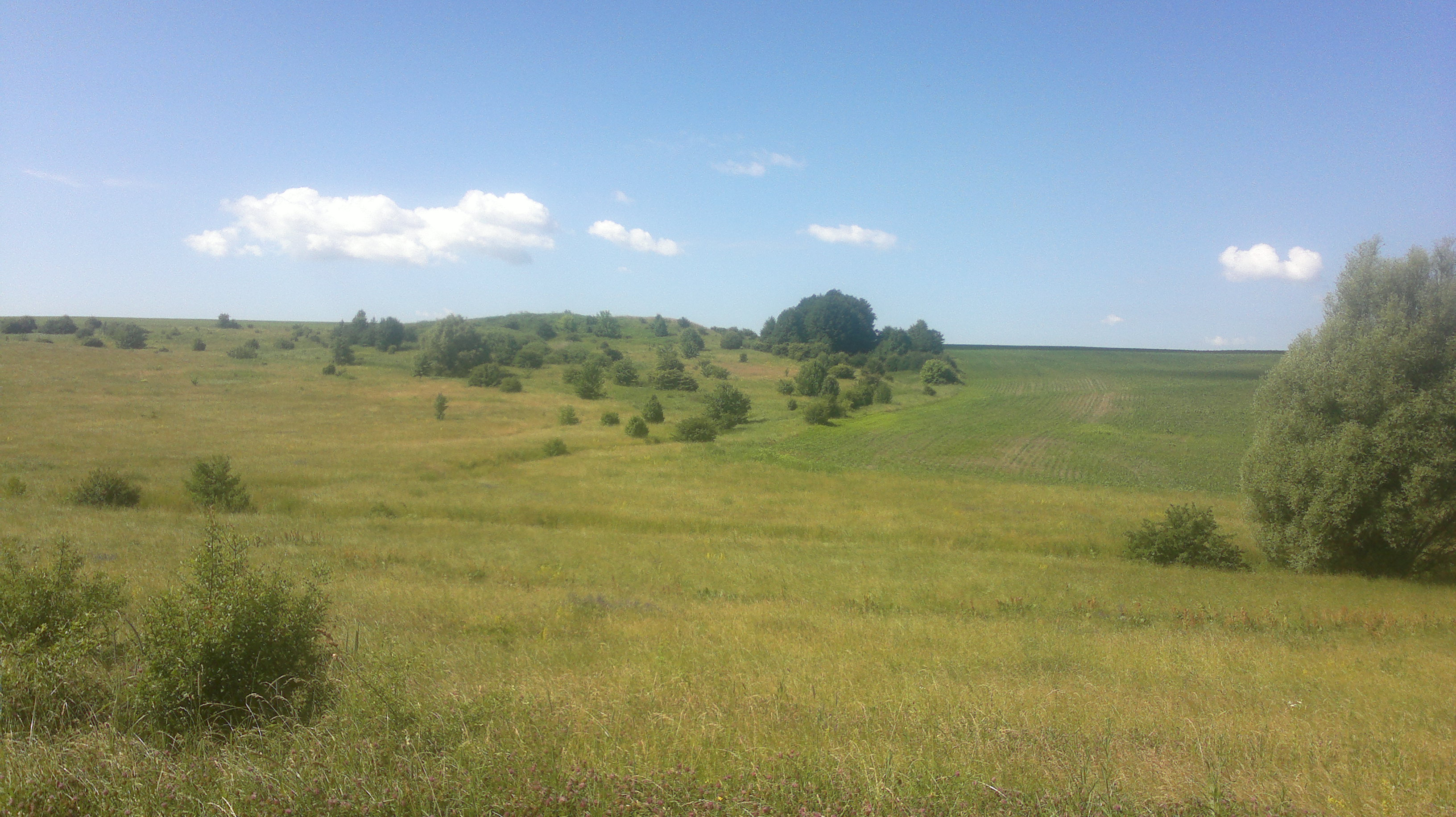
Поселення трипільської культури

#### Природи
Гідрологічний заказник місцевого значення Водограй.